# Augusto Ducrey
Augusto Ducrey (Napoli, 22 dicembre 1860 – Roma, 27 dicembre 1940) è stato un dermatologo, batteriologo e virologo italiano, ricordato soprattutto per essere stato lo scopritore di Haemophilus ducreyi, un coccobacillo Gram-Negativo causa della Malattia sessualmente trasmissibile conosciuta come Ulcera venerea.

## Biografia
Studiò medicina a Napoli, dove ebbe per maestri l'anatomista Giovanni Antonelli, l'infettivologo Arnaldo Cantani e il dermatologo Vincenzo Tanturri, e si laureò brillantemente a soli 22 anni di età (nel 1883). Dopo la laurea si dedicò alla Dermatologia interessandosi, sotto la guida di Tommaso De Amicis, alle malattie infettive veneree la cui alta incidenza costituiva un importante problema sanitario tra la fine del XIX e i primi decenni del XX secolo. Nel 1890, a soli trent'anni di età, divenne professore ordinario di Dermatologia a Pisa, nel 1899 fu a Genova e infine, nel 1919 divenne professore a Roma, dove concluse la carriera universitaria.
Ducrey fu un ricercatore e un clinico di indiscusso valore. Eseguì numerose ricerche sperimentali su vari aspetti della patologia dermosifilopatica, soprattutto sulle malattie infettive: batteriche, fungine e protozoarie (tubercolosi, lebbra, che riuscì a far crescere su terreno di coltura, sifilide, tricofizia, rinoscleroma, erisipela, ecc.) Descrisse per primo l'acariasi da cereali in Italia (1909), dimostrò che le effervescenze dell'ipercheratosi figurata centrifuga atrofizzante possono originare da qualsiasi elemento ghiandolare, scoprì Trichosporon minutissimum, un ifomicete patogeno agente etiologico della tricomicosi palmellina, e soprattutto scoprì l'agente etiologico dell'ulcera molle, un batterio a cui verrà poi dato il suo nome di (Haemophilus ducreyi).